# Cheryl Miller (actrice)
Pour les articles homonymes, voir Cheryl Miller et Miller.
 (septembre 2018).
Si vous disposez d'ouvrages ou d'articles de référence ou si vous connaissez des sites web de qualité traitant du thème abordé ici, merci de compléter l'article en donnant les références utiles à sa vérifiabilité et en les liant à la section « Notes et références ».
Cheryl Miller, de son vrai nom Cheryl Lynn Miller, est une actrice américaine née le 4 février 1943 à Sherman Oaks, Californie.
Cheryl Miller a commencé sa carrière à la télévision avec des petits rôles dans des séries télévisées des années 1960. Elle est surtout connue pour son rôle de Paula Tracy, la fille du docteur Marsh Tracy dans la série Daktari. Elle a joué le même rôle en 1965 dans le film Clarence, le lion qui louchait.
Avant cela, elle fait des apparitions dans plusieurs séries télévisées qui sont devenues culte comme Flipper le dauphin ou bien The Donna Reed Show.

## Filmographie
- 1962 : The Donna Reed Show
- 1964-1968 : Flipper le dauphin
- 1965 : Clarence, le lion qui louchait
- 1965 : Un neveu studieux (The Monkey's Uncle)
- 1965 : Kilroy (téléfilm)
- 1966-1969 : Daktari : Paula Tracy
- 1977 : L'Homme qui valait trois milliards : Kim  (saison 4, épisode 18)